# Árpád Pédery
Árpád Pédery (Budapest, Hungría, 1 de febrero de 1891-Luszec, 21 de octubre de 1914) fue un gimnasta artístico húngaro, subcampeón olímpico en Estocolmo 1912 en el concurso por equipos "sistema europeo".

## Carrera deportiva
En las Olimpiadas celebradas en Estocolmo (Suecia) en 1912 consigue la plata en el concurso por equipos "sistema europeo", tras los italianos (oro) y por delante de los británicos (bronce), y siendo sus compañeros de equipo los gimnastas: József Bittenbinder, Imre Erdődy, Samu Fóti, Imre Gellért, Győző Haberfeld, Ottó Hellmich, István Herczeg, József Keresztessy, Lajos Kmetykó, János Krizmanich, Elemér Pászti, Géza Tuli, Jenõ Rittich, Ferenc Szüts y Ödön Téry.